# Măceșu de Jos
Măceşu de Jos es una comuna ubicada en el distrito de Dolj, Rumania.

## Superficie
Posee una superficie de 57,43 kilómetros cuadrados.

## Demografía
Hasta 2021 la población era de 1172 habitantes, con una densidad de población de 20,41 habitantes por kilómetro cuadrado.